# 웨이랜드반지꼬리주머니쥐
웨이랜드반지꼬리주머니쥐(Pseudochirulus caroli)는 반지꼬리주머니쥐과에 속하는 유대류의 일종이다. 인도네시아 파푸아 주의 뉴기니 고원 서부 지역의 토착종이다. 스타 산맥의 서부의 네 군데 지역에도 알려져 있으며, 산지 숲 또는 기타 구릉 지대에서도 서식하는 경향이 있다. 웨이랜드반지꼬리주머니쥐는 현재 멸종위기종은 아니지만, 사람들의 서식지 침범과 사냥이 현저히 증가하고 있기 때문에 급속히 위협을 받고 있으며 관찰 조사가 필요하다.